# Écouves
Écouves é uma comuna francesa na região administrativa da Normandia, no departamento de Orne. Estende-se por uma área de 36.40 km². Em 2010 a comuna tinha 1 750 habitantes (densidade: 48,1 hab./km²).
Foi criada em 1 de janeiro de 2016, a partir da fusão das antigas comunas de Forges, Radon (sede da comuna) e Vingt-Hanaps.